# Justin Hartley
Justin Scott Hartley (Knoxville, 29 gennaio 1977) è un attore e regista statunitense. È principalmente noto per aver interpretato Freccia Verde in Smallville, Adam Newman in Febbre d'amore e Kevin Pearson in This Is Us

## Biografia
Nato a Knoxville, nello stato dell'Illinois, e cresciuto nella località di Orland Park, ha un fratello maggiore, Nathan, e due sorelle minori, Megan e Gabriela. Dopo essersi diplomato alla Carl Sandburg High School, ha studiato alla Southern Illinois University of Carbondale e all'Università dell'Illinois a Chicago, laureandosi in storia e teatro.
Inizia a recitare in televisione nella soap opera statunitense Passions a dicembre 2002, nel ruolo di Fox Crane, che interpreta fino a febbraio 2006. Sempre nel 2006 ottiene la parte di Aquaman nell'omonimo spin-off (conosciuto anche come Mercy Reef) di Smallville, ma dopo il pilot la serie viene cancellata. Il canale The CW, però, decide di fargli interpretare Oliver Queen/Freccia Verde in Smallville a partire dalla sesta stagione; l'attore, diventato un membro del cast fisso nell'ottava stagione, continua a recitare nella serie fino all'ultimo episodio nel 2011. Nel frattempo, prende parte come guest star a CSI: NY e Cold Case - Delitti irrisolti, e recita nel film per la televisione Spellbound.
Nel 2008, prende parte ai film Red Canyon e Austin Golden Hour, e compare in dodici episodi della web serie Gemini Division.
Nei due anni seguenti recita in diversi film tra cui MegaFault - La terra trema, mentre nel 2011 compare in un episodio della quinta e ultima stagione di Chuck.
Nel 2012, oltre ad apparire in Castle e Hart of Dixie, entra nel cast della serie medica Emily Owens, M.D., durata una sola stagione, nel ruolo del medico Will Collins.
Nel 2013 interpreta Patrick Osbourne nella terza stagione di Revenge.
Nel 2014 recita nella seconda stagione di Mistresses - Amanti nel ruolo del chirurgo plastico Scott Trosman e vi ritorna per 3 episodi nel 2015. Dal 2014 al 2016 interpreta Adam Newman nella soap opera Febbre d'amore (The Young and the Restless).
Dal 2016 interpreta Kevin Pearson, uno dei protagonisti della serie This Is Us, grande successo candidato ai Golden Globe come miglior serie drammatica. Grazie a questo ruolo si è aggiudicato, insieme agli altri protagonisti, il premio come miglior cast di una serie drammatica agli Screen Actors Guild Awards del 2018.

## Vita privata
Il 1º maggio 2004 sposa l'attrice Lindsay Korman, conosciuta nel 2003 sul set di Passions, che dà alla luce una bambina, Isabella Justice, il 3 luglio 2004. Il 6 maggio 2012 annunciano il divorzio.
Il 28 ottobre 2017 sposa in seconde nozze l’attrice e agente immobiliare Chrishell Stause. Il 22 novembre 2019 presenta istanza di divorzio presso il tribunale di Los Angeles per "differenze inconciliabili".

## Filmografia

### Attore

#### Cinema
- Race You To The Bottom, regia di Russell Brown (2005)
- Red Canyon, regia di Giovanni Rodriguez (2008)
- Spring Breakdown, regia di Ryan Shiraki (2009)
- A Way With Murder, regia di Dan Neira (2009)
- Scorpio Men On Prozac, regia di Rand Marsh (2010)
- The Challenger, regia di Kent Moran (2015)
- Bad Moms 2 - Mamme molto più cattive, regia di Jon Lucas e Scott Moore (2017)
- Another Time, regia di Thomas Hennessy (2018)
- La piccola boss (Little), regia di Tina Gordon Chism (2019)
- Jexi, regia di Jon Lucas e Scott Moore (2019)
- The Hunt, regia di Craig Zobel (2020) - non accreditato
- The Exchange, regia di Dan Mazer (2021)
- A Lot of Nothing, regia di Mo McRae (2022)
- Cheerleader per sempre (Senior Year), regia di Alex Hardcastle (2022)
- Il diario segreto di Noel (The Noel Diary), regia di Charles Shyer (2022)

#### Televisione
- Passions – soap opera, 438 episodi (1999-2008)
- Aquaman – film TV (2006) - Arthur Curry/Aquaman
- Smallville – serie TV, 72 episodi (2006-2011) - Freccia Verde
- CSI: NY – serie TV, episodio 3x16 (2007)
- Cold Case - Delitti irrisolti (Cold Case) – serie TV, episodio 5x10 (2007)
- Spellbound, regia di James Frawley – film TV (2007)
- Gemini Division – serie TV, 12 episodi (2008)
- Austin Golden Hour, regia di Sanford Bookstaver – cortometraggio TV (2008)
- MegaFault - La terra trema (MegaFault), regia di David Michael Latt – film TV (2009)
- Chuck – serie TV, episodio 5x02 (2011)
- Castle – serie TV, episodio 4x13 (2012)
- Hart of Dixie – serie TV, episodio 1x18 (2012)
- Emily Owens, M.D. – serie TV, 13 episodi (2012-2013)
- Melissa & Joey – serie TV, episodio 3x11 (2013)
- Revenge – serie TV, 12 episodi (2013-2014)
- Damaged Goods, regia di Declan Lowney – film TV (2014)
- Mistresses - Amanti (Mistresses) – serie TV, 16 episodi (2014-2016)
- Febbre d'amore (The Young and the Restless) – soap opera, 185 episodi (2014-2016)
- This Is Us – serie TV, 106 episodi (2016-2022)
- Jane the Virgin – serie TV, episodio 5x08 (2019)
- Quantum Leap – serie TV, episodio 1x04 (2023)
- Tracker – serie TV, 33 episodi (2024 - in corso)

### Doppiatore

#### Cinema
- Injustice, regia di Matt Peters (2021) - Superman

#### Televisione
- Robot Chicken - serie animata, episodio 10x18 (2020)
- I Griffin (Family Guy) - serie animata, episodio 20x18 (2022)

### Produttore
- Another Time, regia di Thomas Hennessy (2018)
- Il diario segreto di Noel (The Noel Diary), regia di Charles Shyer (2022)
- Tracker – serie TV, episodi 1x02-1x08-2x09 (2024-2025)

### Regista
- Smallville – serie TV, episodio 10x19 (2010)
- This Is Us – serie TV, episodi 4x13-6x10 (2020-2022)

### Sceneggiatore
- Smallville – serie TV, episodio 9x19 (2010)

## Radio
- Harley Quinn & The Joker: Sound Mind - podcast, 10 episodi (2023) - Bruce Wayne/Batman

## Riconoscimenti (parziale)
- Screen Actors Guild Award
  - 2008 - Miglior cast di una serie drammatica per This Is Us (condiviso con altri)[12]

## Doppiatori italiani
Nelle versioni in italiano dei suoi film, Justin Hartley è stato doppiato da:
- Marco Vivio in Cold Case - Delitti irrisolti, Mistresses - Amanti, Bad Moms 2 - Mamme molto più cattive, The Hunt, Cheerleader per sempre, Il diario segreto di Noel, Tracker
- Riccardo Niseem Onorato in Smallville, MegaFault - La terra trema, Chuck, Emily Owens M.D.
- Gianfranco Miranda in CSI: NY, Revenge
- Fabrizio Manfredi in Hart of Dixie
- Gianluca Musiu in Castle
- Davide Albano in This Is Us